# مینو، کاگاوا
مینو، کاگاوا (به لاتین: Mino) یک منطقهٔ مسکونی در ژاپن است که در شیکوکو واقع شده‌است. مینو ۹٬۹۵۲ نفر جمعیت دارد.